# Panika
Panika – pojęcie psychologiczne określające uczucie nagłego lęku o skrajnie wysokim nasileniu.
Uczucie paniki jest jednym z komponentów napadu paniki - objawu psychopatologicznego, który obserwuje się m.in. w przebiegu zaburzeń lękowych, zaburzeń afektywnych, niekiedy zaburzeń psychotycznych i innych.